# Music Box Brazil
Music Box Brazil é um canal de televisão por assinatura brasileiro fundado em 2012 pertencente à programadora Box Brazil. O canal se tornou conhecido pelo público após a regulamentação da Agência Nacional do Cinema (Ancine), que concedeu a alguns canais o título de canais brasileiros de espaço qualificado programados por programadora brasileira independente, dentre os quais se destacam os canais Prime Box Brazil, Travel Box Brazil e FashionTV, pertencentes a mesma companhia.
O Music Box Brazil é o primeiro e único canal dedicado exclusivamente à música brasileira. O som produzido no Brasil, em toda sua diversidade de gêneros, é  a atração principal da programação, que reúne shows, videoclipes, making-ofs, documentários, filmes de ficção, programas exclusivos e entrevistas. São onze milhões de assinantes, entre eles homens e mulheres entre 13 e 65 anos, das classes A, B, C e D.

Os destaques da programação do canal são o programa Babilônia, que exibe videoclipes de artistas consagrados e novos nomes da música; Hip Hop Brazil, programa exclusivo comandado pelo rapper MV Bill; e Estúdio Cabeça, apresentado por Vinny Bonotto, programa que propõe uma abordagem inteligente, provocadora e polêmica de temas relacionados à música e ao mundo artístico em geral e o Programa Subsolo, que registra os bastidores por trás dos shows de grandes artistas brasileiros e apresenta novos artistas da música independente.